# Die Forelle

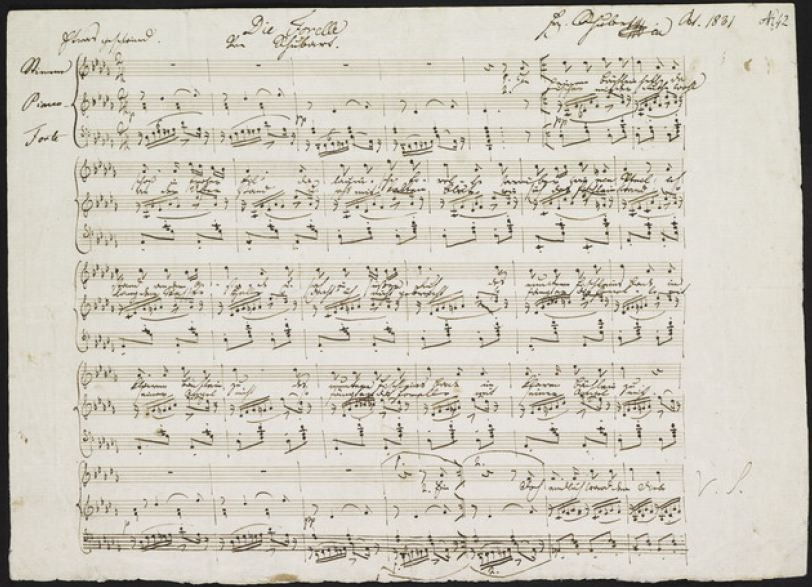
Franz Schubert – Die Forelle

Die Forelle (op. 32 / D 550) ist eines der bekanntesten Kunstlieder von Franz Schubert. Der Text stammt von Christian Friedrich Daniel Schubart.

## Geschichtliches
Das Lied liegt in fünf verschiedenen Fassungen vor. Es entstand zwischen November 1816 und Juli 1817, was sich aus Abschriften der ersten Kompositionsfassung ableiten lässt. Die Fassungen unterscheiden sich vordergründig durch die verschiedenen Tempoangaben:
1. „Mäßig“
2. „Nicht zu geschwind“
3. „Etwas geschwind“ – Diese Abschrift widmete Schubert Anselm Hüttenbrenner. Sie ist in einer Photographie von 1870 erhalten; das Autograph ist verschollen.
4. „Etwas lebhaft“ – Diese Fassung bildet die Grundlage des Erstdrucks von 1820 in der Wiener Zeitschrift für Kunst, Literatur, Theater und Mode.[1] Sie wurde später im Verlag A. Diabelli & Co. als op. 32 nachgedruckt. Ab der Auflage von 1829 erschien sie um ein instrumentales Vorspiel ergänzt, das sicher vom Verleger hinzugefügt wurde, aber dem Vorspiel der 5. Fassung ähnlich ist.
5. „Etwas geschwind“ – Diese Fassung wurde erstmals 1975 im Rahmen der Neuen Schubert-Ausgabe veröffentlicht. Sie enthält als einzige ein sechstaktiges instrumentales Vorspiel.

## Tonart und Melodie
Das Lied steht in der Originalfassung für hohe Stimme in Des-Dur, die Taktart ist 2/4. Die Klavierbegleitung ist stets geprägt von Sextolen, die durch die Tempoangabe „Etwas lebhaft“ den Eindruck der fröhlichen, lebendigen Forelle widerspiegeln. Die Melodie der Gesangsstimme ist fast durchgehend heiter, nur drei Takte vermitteln kurzzeitig den Eindruck der Traurigkeit bzw. des Mitleids seitens des Sängers, wobei die Melodieführung kurz darauf wieder in Dur zurückfällt.

## Textgrundlage
Christian Friedrich Daniel Schubart schrieb das zugrunde liegende Gedicht zwischen 1777 und 1783 während seiner bis 1787 dauernden Gefangenschaft auf der Festung Hohenasperg. In der Fabel der Forelle symbolisierte er sein eigenes Schicksal. Um die allzu offensichtlichen Parallelen zu verstecken, deutet eine vierte Strophe die Fabel zu einer Warnung vor Verführern junger Mädchen um. Das Gedicht erschien erstmals 1783 im Schwäbischen Musen-Almanach im Druck. Das Schicksal Schubarts diente verschiedenen Schriftstellern als Motiv, unter anderem Friedrich Schiller für sein Drama Die Räuber.

## Inhalt und Aufbau
Franz Schubert wusste wahrscheinlich eine Generation später von der inhärenten Bedeutung des Gedichts und komponierte das Lied so, dass die vierte Strophe nicht vertont wurde und aufgrund der Komposition auch nicht mehr angefügt werden konnte: Die ersten beiden Strophen, in denen von der Beobachtung einer Forelle im klaren Bach und dem vergeblichen Warten des Anglers erzählt wird, bestehen aus einer Reprise des Hauptmotivs, die dritte Strophe ist dann unterteilt in einen dramatischen Part, in dem der Bach getrübt und die Forelle gefangen wird, und eine weitere Reprise, die die Beobachtung dieses Akts und die Deutung des Beobachters enthält. Somit bildet das Lied eine geschlossene Kompositionsform A–B–A′, die eine Erweiterung um die vorhandene vierte Textstrophe unterbindet.

## Text
In einem Bächlein helle,

Da schoß in froher Eil

Die launische Forelle

Vorüber, wie ein Pfeil:

Ich stand an dem Gestade

Und sah in süßer Ruh

Des muntern Fischleins Bade

Im klaren Bächlein zu.

Ein Fischer mit der Ruthe

Wol an dem Ufer stand,

Und sah’s mit kaltem Blute,

Wie sich das Fischlein wand.

So lang dem Wasser Helle,

So dacht’ ich, nicht gebricht,

So fängt er die Forelle

Mit seiner Angel nicht.

Doch endlich ward dem Diebe

Die Zeit zu lang; er macht

Das Bächlein tückisch trübe:

Und eh’ ich es gedacht,

So zuckte seine Ruthe;

Das Fischlein zappelt dran;

Und ich, mit regem Blute,

Sah die Betrogne an.

von Schubert nicht vertont:

Ihr, die ihr noch am Quelle

Der sichern Jugend weilt,

Denkt doch an die Forelle;

Seht ihr Gefahr, so eilt!

Meist fehlt ihr nur aus Mangel

Der Klugheit; Mädchen, seht

Verführer mit der Angel –

Sonst blutet ihr zu spät.
Anmerkungen
1. ↑  bei Schubart: „Fisches“

## Variationen und Bearbeitungen
- Franz Schubert verwendet das Thema des Liedes auch als Grundlage für den Variationensatz seines nach dem Lied benannten Forellenquintetts. Dieses Quintett schrieb Schubert für den Musikfreund Sylvester Paumgartner, bei dem er während seiner Reise nach Oberösterreich im Sommer 1819 einige Zeit wohnte.
- Nachdem das Lied von Anna Milder 1825 in Berlin gesungen worden war, druckten es gleich drei Berliner Verlage, und es wurde dort auch ein „Forellenwalzer“ angeboten.
- Franz Liszt transkribierte das Lied für Klavier ohne Gesang.
- Der Österreicher Franz Schöggl komponierte unter dem Titel Die launige Forelle zehn humorvolle Variationen für Chor über Schuberts Lied im Stil verschiedener Komponisten: 1. Thema: Die Forelle von Franz Schubert; 2. Mozart: Eine kleine Nachtforelle; 3. Beethoven: Zur Ehre der Forelle; 4. Weber: Der Freifisch; 5. Wagner: Fischerchor; 6. Gebirgsforelle am späten Abend; 7. Forelle nach Wiener Art; 8. Forella Italiana; 9. Wolga-Forelle; 10. Fischfang mit Lis[z]t.
- Benjamin Britten (1913–1976) galt gemeinsam mit seinem langjährigen Lebensgefährten Peter Pears (Tenor) als hervorragender Interpret Schubert’scher Werke. Er schuf im Juni 1942 eine Orchesterfassung: Die Forelle (The trout) – arrangement of Schubert’s song, D 550, for voice and orchestra.[3] Von dieser Fassung liegen zwei Einspielungen vor: Neil Mackie (Tenor) mit dem Scottish Chamber Orchestra unter Steuart Bedford sowie Anne Sofie von Otter (Mezzosopran) mit dem Chamber Orchestra of Europe unter Claudio Abbado.
- Der Titel ist Teil des Soundtracks zum Film Sherlock Holmes: Spiel im Schatten.
- Die Melodie wird zum Abschluss des Waschvorgangs von Samsung-Waschmaschinen als Jingle gespielt.
- Im Jahr 1974 nahm die Sängerin und Schauspielerin Johanna von Koczian unter Verwendung jener Melodie eine Parodie mit dem Titel "Forelle blau" auf. Diese wurde auf ihrer LP "Du bist mein Zuhause" veröffentlicht.